# Cordylus imkeae
Cordylus imkeae är en ödleart som beskrevs av  Victor Mouton och VAN WYK 1994. Cordylus imkeae ingår i släktet Cordylus och familjen gördelsvansar. Inga underarter finns listade i Catalogue of Life.